# Nuoto ai campionati europei di nuoto 2020 - 100 metri farfalla femminili
La specialità dei 100 metri farfalla femminili  dei campionati europei di nuoto 2020 si è svolta il 17 e 18 maggio 2021 presso la Duna Aréna di Budapest.

## Podio
| Pos.   | Atleta            | Nazione |
| ------ | ----------------- | ------- |
| Oro    | Anna Ntountounaki | Grecia  |
| Oro    | Marie Wattel      | Francia |
| Bronzo | Louise Hansson    | Svezia  |

## Record
Prima della manifestazione il record del mondo (RM), il record europeo (EU) e il record dei campionati (RC) erano i seguenti.
|  | 55"48 | Sarah Sjöström | 7 agosto 2016 Rio de Janeiro |
|  | 55"48 | Sarah Sjöström | 7 agosto 2016 Rio de Janeiro |
|  | 55"89 | Sarah Sjöström | 20 maggio 2016 Londra        |

## Risultati

### Batterie
| Pos. | Batteria | Corsia | Atleta                        | Nazionalità          | Tempo   | Note |
| ---- | -------- | ------ | ----------------------------- | -------------------- | ------- | ---- |
| 1    | 6        | 4      | Louise Hansson                | Svezia               | 57"06   | Q    |
| 2    | 4        | 4      | Marie Wattel                  | Francia              | 57"69   | Q    |
| 3    | 4        | 5      | Arina Surkova                 | Russia               | 57"89   | Q    |
| 4    | 5        | 3      | Svetlana Čimrova              | Russia               | 58"05   | Q    |
| 5    | 5        | 4      | Anastasija Škurdaj            | Bielorussia          | 58"26   | Q    |
| 6    | 6        | 5      | Elena Di Liddo                | Italia               | 58"29   | Q    |
| 7    | 5        | 6      | Anna Ntountounaki             | Grecia               | 58"31   | Q    |
| 8    | 5        | 5      | Ilaria Bianchi                | Italia               | 58"40   | Q    |
| 9    | 4        | 6      | Laura Stephens                | Regno Unito          | 58"71   | Q    |
| 10   | 4        | 7      | Paulina Peda                  | Polonia              | 58"90   | Q    |
| 11   | 5        | 7      | Kimberly Buys                 | Belgio               | 59"10   | Q    |
| 11   | 5        | 0      | Dalma Sebestyén               | Ungheria             | 59"10   | Q    |
| 13   | 6        | 6      | Angelina Köhler               | Germania             | 59"12   | Q    |
| 14   | 6        | 3      | Emilie Beckmann               | Danimarca            | 59"34   | Q    |
| 15   | 4        | 3      | Harriet Jones                 | Regno Unito          | 59"36   | Q    |
| 16   | 5        | 8      | Maria Ugolkova                | Svizzera             | 59"39   | Q    |
| 17   | 5        | 2      | Alys Thomas                   | Regno Unito          | 59"46   |      |
| 18   | 4        | 1      | Anastasiya Kuliashova         | Bielorussia          | 59"59   |      |
| 19   | 3        | 2      | Sara Junevik                  | Svezia               | 59"62   |      |
| 20   | 6        | 7      | Keanna MacInnes               | Regno Unito          | 59"64   |      |
| 21   | 6        | 9      | Panna Ugrai                   | Ungheria             | 59"77   |      |
| 22   | 4        | 8      | Antonella Crispino            | Italia               | 59"79   |      |
| 23   | 6        | 1      | Amina Kajtaz                  | Bosnia ed Erzegovina | 59"87   |      |
| 24   | 6        | 2      | Maaike de Waard               | Paesi Bassi          | 1'00"09 |      |
| 25   | 3        | 7      | Barbora Janíčková             | Rep. Ceca            | 1'00"11 |      |
| 26   | 2        | 4      | Tamara Potocká                | Slovacchia           | 1'00"28 |      |
| 27   | 5        | 1      | Klaudia Naziębło              | Polonia              | 1'00"33 |      |
| 28   | 3        | 4      | Aina Hierro                   | Spagna               | 1'00"52 |      |
| 29   | 4        | 0      | Dóra Hatházi                  | Ungheria             | 1'00"54 |      |
| 30   | 1        | 6      | Hanna Rosvall                 | Svezia               | 1'00"60 |      |
| 31   | 2        | 5      | Alba Guillamón                | Spagna               | 1'00"77 |      |
| 31   | 2        | 8      | Nida Eliz Üstündağ            | Turchia              | 1'00"77 |      |
| 33   | 3        | 5      | Ana Monteiro                  | Portogallo           | 1'00"83 |      |
| 34   | 4        | 9      | Laura Lahtinen                | Finlandia            | 1'00"85 |      |
| 35   | 5        | 9      | Tessa Giele                   | Paesi Bassi          | 1'00"96 |      |
| 36   | 2        | 6      | Zora Ripková                  | Slovacchia           | 1'01"24 |      |
| 37   | 6        | 0      | Paulina Nogaj                 | Polonia              | 1'01"25 |      |
| 38   | 3        | 1      | Claudia Hufnagl               | Austria              | 1'01"42 |      |
| 38   | 6        | 8      | Alexandra Touretski           | Svizzera             | 1'01"42 |      |
| 40   | 3        | 3      | Jenna Laukkanen               | Finlandia            | 1'01"51 |      |
| 41   | 2        | 2      | Maryam Sheikhalizadehkhanghah | Azerbaigian          | 1'01"63 |      |
| 42   | 3        | 0      | Ida Liljeqvist                | Svezia               | 1'01"70 |      |
| 43   | 2        | 3      | Nina Stanisavljević           | Serbia               | 1'01"78 |      |
| 44   | 3        | 8      | Ieva Maļuka                   | Lettonia             | 1'01"90 |      |
| 44   | 2        | 1      | Réka Nyirádi                  | Ungheria             | 1'01"90 |      |
| 44   | 3        | 9      | Julia Ullmann                 | Svizzera             | 1'01"90 |      |
| 47   | 3        | 6      | Viktoriya Kostromina          | Ucraina              | 1'02"43 |      |
| 48   | 2        | 9      | Tanja Popović                 | Serbia               | 1'02"56 |      |
| 49   | 4        | 2      | Roos Vanotterdijk             | Belgio               | 1'02"70 |      |
| 50   | 2        | 7      | Alina Vedehhova               | Estonia              | 1'02"76 |      |
| 51   | 1        | 4      | Emma Marušáková               | Slovacchia           | 1'02"92 |      |
| 52   | 2        | 0      | Tamara Schaad                 | Svizzera             | 1'03"03 |      |
| 53   | 1        | 5      | Katie Rock                    | Albania              | 1'07"27 |      |
| 54   | 1        | 3      | Martta Ruuska                 | Finlandia            | 1'08"56 |      |

### Semifinali
| Pos. | Batteria | Corsia | Atleta             | Nazionalità | Tempo   | Note |
| ---- | -------- | ------ | ------------------ | ----------- | ------- | ---- |
| 1    | 2        | 4      | Louise Hansson     | Svezia      | 56"73   | Q    |
| 2    | 1        | 4      | Marie Wattel       | Francia     | 57"48   | Q    |
| 3    | 1        | 5      | Svetlana Čimrova   | Russia      | 57"62   | Q    |
| 4    | 2        | 6      | Anna Ntountounaki  | Grecia      | 57"77   | Q    |
| 4    | 2        | 5      | Arina Surkova      | Russia      | 57"77   | Q    |
| 6    | 1        | 3      | Elena Di Liddo     | Italia      | 57"88   | q    |
| 7    | 2        | 3      | Anastasija Škurdaj | Bielorussia | 57"92   | q    |
| 8    | 1        | 6      | Ilaria Bianchi     | Italia      | 58"06   | q    |
| 9    | 1        | 1      | Emilie Beckmann    | Danimarca   | 58"24   |      |
| 10   | 2        | 2      | Laura Stephens     | Regno Unito | 58"45   |      |
| 11   | 1        | 8      | Maria Ugolkova     | Svizzera    | 58"56   |      |
| 12   | 2        | 1      | Angelina Köhler    | Germania    | 58"64   |      |
| 13   | 2        | 7      | Dalma Sebestyén    | Ungheria    | 58"85   |      |
| 14   | 2        | 8      | Harriet Jones      | Regno Unito | 59"05   |      |
| 15   | 1        | 2      | Paulina Peda       | Polonia     | 59"27   |      |
| 16   | 1        | 7      | Kimberly Buys      | Belgio      | 1'00"18 |      |

### Finale
| Pos.   | Corsia | Atleta             | Nazionalità | Tempo | Note |
| ------ | ------ | ------------------ | ----------- | ----- | ---- |
| Oro    | 6      | Anna Ntountounaki  | Grecia      | 57"37 |      |
| Oro    | 5      | Marie Wattel       | Francia     | 57"37 |      |
| Bronzo | 4      | Louise Hansson     | Svezia      | 57"56 |      |
| 4      | 3      | Svetlana Čimrova   | Russia      | 57"65 |      |
| 5      | 7      | Elena Di Liddo     | Italia      | 58"05 |      |
| 6      | 1      | Anastasija Škurdaj | Bielorussia | 58"10 |      |
| 7      | 2      | Arina Surkova      | Russia      | 58"21 |      |
| 8      | 8      | Ilaria Bianchi     | Italia      | 58"41 |      |